# Tarawih
Tarawih zijn vrijwillige gebeden die moslims avonds in de islamitische maand Ramadan bidden. Het aantal rak'a's (rondes van neerbuiging in een islamitisch gebed) verschilt. Sommige islamitische geleerden zeggen dat het er 8 zijn terwijl anderen  zeggen dat het er 20 of 36 zijn. Tijden de tarawih gebeden probeert men de Koran uit te lezen in een maand tijd.